# فانكس
فانكس (بالإنجليزية: Vankse)‏ هي قرية تقع في إستونيا في Juuru Parish.